# GOAL!2
『GOAL!2』（原題：Goal II: Living the Dream）は、2007年に公開されたサッカー映画。この作品は国際サッカー連盟（FIFA）公認により2005年に公開された『GOAL!』の続編で、三部作の第2弾となっている。最終作の第3部では、2006年のワールドカップドイツ大会が舞台となる。

## ストーリー
プレミアリーグ最終節のリヴァプール戦で劇的なFKを決め、UEFAチャンピオンズリーグ出場権獲得に貢献したサンティアゴ。シーズンオフには婚約者のロズとの結婚話も順調に進んでいた。そこへサンティアゴを見出した代理人のグレンが現れ、スペインの名門レアル・マドリードがサンティアゴの獲得に乗り出した事を伝えた。
サンティアゴは、このオファーを受け移籍を決断。開幕早々からレギュラーの座を掴むと一躍スター選手となった。そんな中、弟だと名乗る少年エンリケがサンティアゴの前に現れた。メキシコでの少年時代に家を出ていった母親ロサが、スペインで家庭を持っていたのだ。
子供っぽい不注意で怪我をしたサンティアゴは休暇中もイギリスに帰れず、すれ違い続きのロズとは溝が広がるばかりだった。サンティアゴは大人として自力での解決を心に決め、ロズや母親との関係を修復して、シーズン最後の試合に臨むのだった。

## 出演
※括弧内は日本語吹替
- サンティアゴ・ムネス - クノ・ベッカー（櫻井孝宏）
- ガヴァン・ハリス - アレッサンドロ・ニヴォラ（桐本琢也）
- ロズ・ハーミソン - アンナ・フリエル（岡本麻弥）
- グレン・フォイ - スティーヴン・ディレイン（山路和弘）
- ジョルダナ・ガルシア - レオノア・ヴァレラ（本田貴子）
- ルディ・ファン・デル・メルベ - ルトガー・ハウアー（小川真司）
- ロサ・マリア - エリザベス・ペーニャ（弘中くみ子）
- エンリケ - ジョルジ・ガルシア・フラド（池田恭祐）
- メルセデス - ミリアム・コロン（此島愛子）
- バリー・ランキン - ショーン・パートウィー（内田直哉）
- キャロル・ハーミソン - フランシス・バーバー（弥永和子）
- TJ・ハーパー - ニック・キャノン（白熊寛嗣）
- ブルチャガ - カルメロ・ゴメス（清水明彦）
- アイヴス - レスリー・ランドール（藤本譲）
- 実況アナウンサー（ジョン・カビラ）

ゲスト出演
- デビッド・ベッカム
- ジネディーヌ・ジダン
- ラウル・ゴンサレス
- ロナウド
- イバン・エルゲラ
- イケル・カシージャス
- グティ
- トーマス・グラヴェセン
- ミチェル・サルガド
- セルヒオ・ラモス
- ロビーニョ